# Bayern Munich (omnisports)
 (septembre 2021).
Le Bayern Munich (en allemand : Fußball-Club Bayern München e.V.) est un club omnisports allemand basé a Munich et fondé le 27 février 1900.
Le club est principalement connu pour sa section de football masculine professionnelle, qui depuis 2001 fait partie du FC Bayern München AG (de). Elle joue depuis la saison 1965-1966 en Bundesliga, et compte à ce jour 66 trophées nationaux, 33 titres de champion d'Allemagne (Bundesliga), 20 coupes d'Allemagne (DFB-Pokal), 10 Supercoupes d'Allemagne (DFL-Supercup), ou encore 6 Coupes de la ligue (DFL-Ligapokal) (qui n'existe plus depuis 2011). Le club compte aussi 10 trophées européens, 6 ligues des champions, 1 Ligue Europa, 2 Supercoupe d'UEFA, plus 1 Coupe des vainqueurs de coupe de l'UEFA (qui n'existe plus depuis 1999), et au niveau international, le club a 4 trophées, 2 coupes du monde des clubs et 2 Coupe intercontinentale (qui n'existe plus depuis 2004) 
D'autres sections connaissent également des succès, comme la section de football féminine avec cinq titres de champion d'Allemagne et une Coupe d'Allemagne.
La section échecs remporte 9 fois le championnat d'Allemagne et une coupe d'Europe.
La section basketball remporte 5 fois le championnat d'Allemagne et 2 fois la Coupe d'Allemagne.
Les gymnastes remportent 4 titres de champions d'Allemagne et la section baseball 2 titres de champion d'Allemagne.

## Sections

### Football

#### Arbitres
Cette section est créée en 1919 et forme plus d'une centaine d'arbitres.

## Anciennes sections

### Baseball
Section arrêtée en 1973.

### Gymnastique
Créé en 1974, arrêtée en 2014.

### Hockey sur glace
La section existe de 1966 à 1969 (devenu EHC Munich).